# ワシントン・ヘラルド
『ワシントン・ヘラルド』(The Washington Herald)は、かつてアメリカ合衆国のワシントンD.C.で発行されていた日刊紙である。1906年に創刊され、1939年に『ワシントン・タイムズ』と合併して『ワシントン・タイムズ＝ヘラルド』になった。

## 歴史
『ワシントン・ヘラルド』は、1906年10月8日にスコット・コーデル・ボーンによって創刊された。ボーンは、1888年から『ワシントン・ポスト』のマネージング・エディター（管理編集者）を務めていたが、1905年に同紙がジョン・R・マクレーンにより買収されたときに退任した。
1913年、マクルーア新聞シンジケートの社長、クリントン・T・ブレイナードが同紙を買収した。1922年11月、「新聞王」ウィリアム・ランドルフ・ハーストが同紙を買収した。ハーストは、同じ都市のライバル紙である『ワシントン・タイムズ』を1917年に傘下にしており、ハーストはタイムズ紙とハースト紙の経営を統合したが、日曜版を共同発行するほかは、新聞はそれぞれが制作・発行を続けた。
1930年、ハーストはシシー・パターソンを両紙の編集長に任命した。パターソンは1939年に両紙をハーストから買い取って合併させ、『ワシントン・タイムズ＝ヘラルド』とした。パターソンは、1939年の合併紙創刊から1948年に亡くなるまで同紙の経営を続けた。パターソンの死後、この新聞はパターソンのいとこのロバート・R・マコーミックに買収された後、1954年に『ワシントン・ポスト』紙のオーナーであるフィル・グラハムに買収され、ポスト紙に統合された。

## 大衆文化において
『ワシントン・ヘラルド』は、1993年の映画『ペリカン文書』、1996年のテレビドラマ『X-ファイル シーズン3』、1996年の映画『イレイザー』、1997年の映画『ザ・ターゲット』、2013年の政治ドラマ『ハウス・オブ・カード 野望の階段』に、架空の新聞の名前として登場する。『ハウス・オブ・カード』の『ワシントン・ヘラルド』は実際の『ワシントン・ポスト』をモデルとしており、撮影には『ボルティモア・サン』の社屋が使用された。また、ジョン・ファインスタインによる子供の記者を主人公にした小説シリーズでも使用されている。